# Егорьево (Татарстан)
Егорьево — село в Лаишевском районе Татарстана. Входит в состав Егорьевского сельского поселения.

## География
Находится в западной части Татарстана на расстоянии приблизительно 16 км по прямой на север от районного центра города Лаишево.

## История
Основано в начале XVII века на землях Казанского Спасо-Преображенского монастыря. В 1769 году была построена Богоявленская церковь.

## Население
Постоянных жителей было: в 1782 году — 82 души мужского пола, в 1859 — 448, в 1897 — 492, в 1908 — 480, в 1920 — 620, в 1926 — 515, в 1938 — 506, в 1949 — 132, в 1958 — 122, в 1970 — 53, в 1979 — 53, в 1989 — 23, в 2002 — 10 (русские 70 %, татары 30 %), 17 — в 2010.

## Уроженцы
- Матвеев, Иван Степанович (1907—1968) — полковник Советской Армии, участник Великой Отечественной войны, Герой Советского Союза (1945).